# Telma Särkipaju
Telma Särkipaju (24 de marzo de 2005) es un deportista finlandesa que compite en snowboard. Consiguió una medalla de plata en los X Games de Invierno Aspen 2025, en la prueba de calle.

## Medallero internacional
| \| X Games de Invierno \| X Games de Invierno \| X Games de Invierno \| X Games de Invierno \| \| Año \| Lugar \| Medalla \| Prueba \| \| ------------------- \| ---------------------- \| ------------------- \| ------------------- \| \| 2025 \| Aspen (Estados Unidos) \| Medalla de plata \| Calle \| |                        |                  |        |
| X Games de Invierno |                        |                  |        |
| Año | Lugar                  | Medalla          | Prueba |
| 2025 | Aspen (Estados Unidos) | Medalla de plata | Calle  |